# Maria Fialik
Maria Fialik (* 1948) ist eine österreichische Theaterwissenschaftlerin.

## Leben
Maria Fialik studierte an der Universität Wien Theaterwissenschaft und Germanistik und promovierte 1991.

## Publikationen
- Der konservative Anarchist. Thomas Bernhard und das Staats-Theater. Löcker Verlag, Wien 1991, ISBN 978-3-85409-189-9.
- Der Charismatiker. Thomas Bernhard und die Freunde von einst. Löcker Verlag, Wien 1992, ISBN 978-3-85409-211-7.
- "Strohkoffer"-Gespräche. H. C. Artmann und die Literatur aus dem Keller. Zsolnay Verlag, Wien 1998, ISBN 978-3-552-04877-5.[1]
- (Hrsg.): Kein Buch. Sprüche, Lieder und Geschichten. von Ernst Aloysius Kein. Mit einem Nachwort von Maria Fialik, Kremayr & Scheriau, Wien 1998, ISBN 978-3-218-00654-5.
- (Hrsg.): Erinnerungen. Aufzeichnungen eines Theaterlebens. Elisabeth Epp. Mit einem Nachwort von Maria Fialik, Verlag Holzhausen, Wien 2000, ISBN 978-3-85493-022-8.
- Frauen, Tauben, Falken, Raben ... Die Welt des Padhi Frieberger. Löcker Verlag, Wien 2017, ISBN 978-3-85409-876-8.[2]